# Ozarba itwarra
Ozarba itwarra là một loài bướm đêm trong họ Noctuidae.